# Саут Гифорд (Мисури)
Саут Гифорд (енгл. South Gifford) град је у америчкој савезној држави Мисури.

## Демографија
По попису из 2010. године број становника је 50, што је 22 (-30,6%) становника мање него 2000. године.
| Група             | 2000.       | 2010.      |
| Белци             | 72 (100,0%) | 49 (98,0%) |
| Афроамериканци    | 0 (0,0%)    | 0 (0,0%)   |
| Азијати           | 0 (0,0%)    | 0 (0,0%)   |
| Хиспаноамериканци | 0 (0,0%)    | 0 (0,0%)   |
| Укупно            | 72          | 50         |